# Heteroteuthis weberi
Heteroteuthis weberi är en bläckfiskart som beskrevs av Louis Joubin 1902. Heteroteuthis weberi ingår i släktet Heteroteuthis och familjen Sepiolidae. Inga underarter finns listade i Catalogue of Life.